# Kesao Takamizawa
Kesao Takamizawa (jap. 高見沢 今朝雄, Takamizawa Kesao; * 1952) ist ein japanischer Amateurastronom.
Takamizawa entdeckte vier Kometen: den nach ihm benannten periodischen Kometen 98P/Takamizawa, sowie die Kometen C/1987 B1 (Nishikawa-Takamizawa-Tago), C/1994 G1 (Takamizawa-Levy) und C/1994 J2 (Takamizawa).
Er entdeckte ferner viele veränderliche Sterne, gelbe Überriesen und Asteroiden.
Der Asteroid (8720) Takamizawa wurde nach ihm benannt.